# Konstantínos Logothetópulos
Konstantínos Logothetópulos (1878 – 8 de julho de 1961) foi um médico grego. Ocupou o cargo de Primeiro-ministro da Grécia de 2 de dezembro de 1942 a 7 de abril de 1943.

## Início da vida
Logothetópulos nasceu em Náuplia em 1878.

## Educação e carreira
Logothetópulos estudou medicina em Munique e permaneceu no Império Alemão, praticando e ensinando medicina até 1910, quando se mudou para Atenas. Na Grécia, ele fundou uma clínica particular e serviu na Primeira Guerra Balcânica (1912–1913) e na Segunda Guerra Balcânica (1913) como médico. Ele foi dispensado em 1916, retomando a prática médica particular até 1922, quando foi novamente recrutado durante a Guerra Greco-Turca (1919–1922) para servir no Hospital do Exército de Atenas.
Após o fim da guerra em 1922, Logothetópulos tornou-se professor de ginecologia na Universidade Nacional Capodistriana de Atenas. Eventualmente, ele se tornou reitor da universidade. Durante seu mandato na universidade, ele ensinou e auxiliou muitos jovens médicos em seus estudos, incluindo o futuro político Grigóris Lambrákis.
Quando a Grécia capitulou à Alemanha Nazista após a "Batalha da Grécia" durante a Segunda Guerra Mundial, Logothetópulos, que falava alemão fluentemente, tinha sido o presidente do Conselho Greco-Alemão e era casado com a sobrinha do Marechal de Campo Wilhelm List, foi nomeado Vice-Presidente e Ministro da Educação no primeiro governo colaboracionista do Gen. Geórgios Tsolákoklu. Depois que Tsolákoklu foi removido do cargo, ele serviu como Primeiro-Ministro entre 2 de dezembro de 1942 e 7 de abril de 1943, quando foi substituído por Ioánnis Rállis. Seu curto mandato foi marcado pelo início da deportação dos judeus gregos, na qual ele desempenhou um papel ambíguo.
Quando a Wehrmacht deixou a Grécia em 1944, Logothetópulos foi com eles para a Alemanha Nazista. Ele morava com sua esposa e filha na pequena cidade bávara de Vilshofen an der Donau, onde praticava medicina. Eventualmente, ele foi capturado pelo Exército dos Estados Unidos, que o entregou às autoridades gregas em 1946. Ele foi julgado e condenado por colaborar com o inimigo e inicialmente sentenciado à prisão perpétua, mas foi libertado em 1951.

## Morte
Logothetópulos morreu em Atenas em 6 de julho de 1961.